# Shabab Khanyunis SC
Der Shabab Khanyunis Sports Club, auch bekannt als Al Shabab SC Khanyunis, ist ein palästinensischer Fußballverein aus Chan Yunis. Aktuell, Stand Oktober 2023, spielt der Verein in der Gaza Strip Premier League.

## Erfolge
- Gaza Strip Premier League
  - Meister: 2010/11, 2017/18

- Gaza Strip Cup
  - Sieger: 2000, 2015/16, 2017/18

- Gaza Strip Supercup
  - Finalist: 2015, 2016, 2018

- Palestine Cup
  - Finalist: 2015/16, 2017/18

- Palestine Super Cup
  - Sieger: 2000

## Stadion
Der Verein trägt seine Heimspiele im Khan Yunis Municipal Stadium in Chan Yunis aus.